# Лоре-д'Аржантон
Лоре-д'Аржантон (фр. Loretz-d'Argenton) — муніципалітет у Франції, у регіоні Нова Аквітанія, департамент Де-Севр. Лоре-д'Аржантон утворено 1 січня 2019 року шляхом злиття муніципалітетів Аржантон-л'Егліз i Бує-Лоре. Адміністративним центром муніципалітету є Аржантон-л'Егліз. Населення — 2599 осіб (01.01.2021).